# Renault Fluence
Renault Fluence (ˈflyːəns) — автомобиль C-класса (по европейской классификации), французской компании Renault. Дебютировал в 2009 году, заменив седан Renault Megane на рынках Восточной Европы. Использует платформу Nissan C вместе с Renault Megane и Renault Scenic.
Продажи автомобиля в России начались в апреле 2010 года: сначала с бензиновым мотором объёмом 1,6 литра (105—110 л. с.), а позднее — ещё и с двигателем объёмом 2,0 литра, оснащённым CVT. В настоящее время в гамму двигателей добавился дизель K9K, объёмом 1,5 литра.

## Концепт-кар

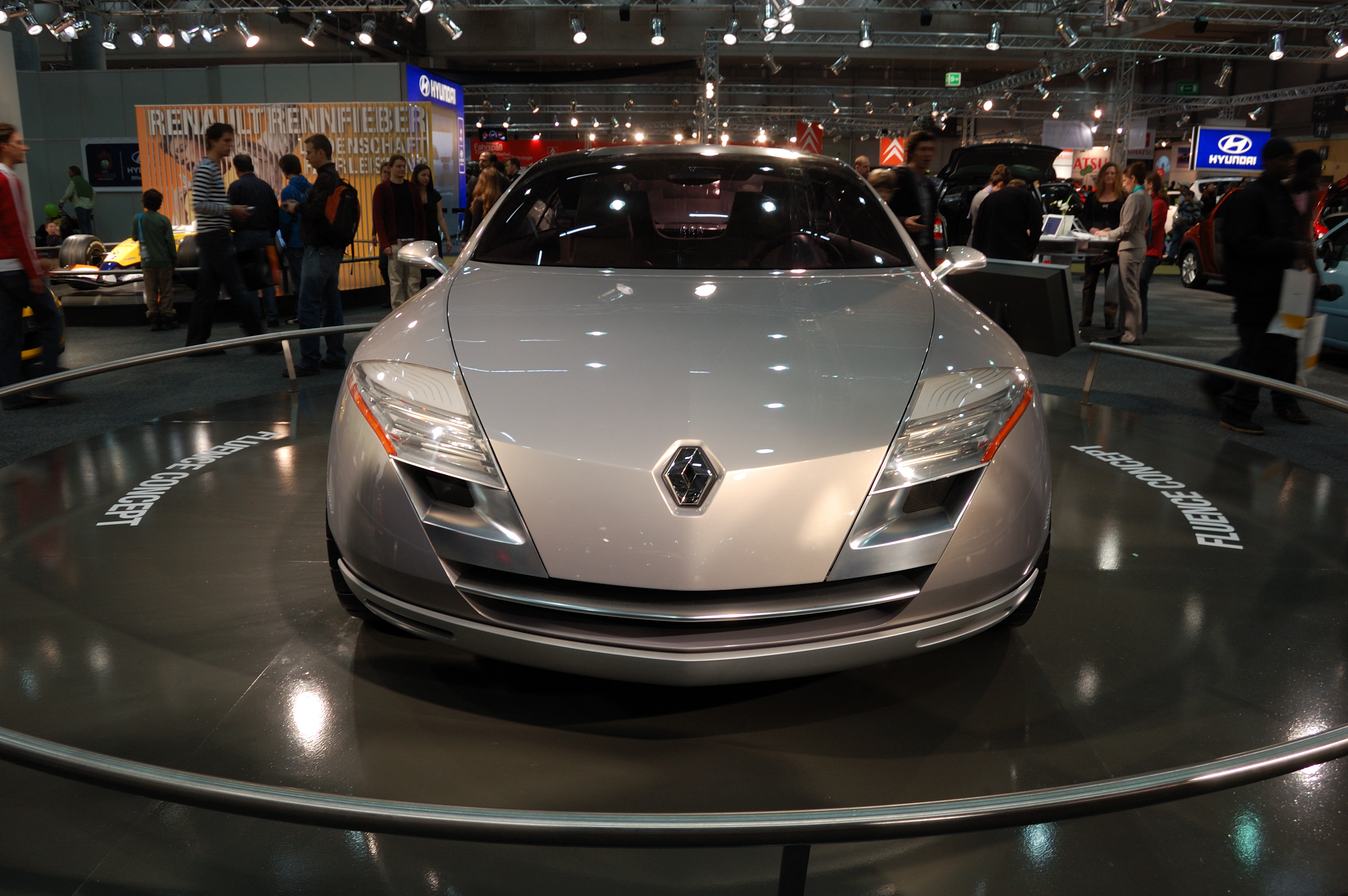

Концепт-кар разработан под руководством Патрика ле Кемана и представлен 4 июня 2004 года на фестивале классических автомобилей Louis Vuitton Classic в Англии, а также в сентябре 2004 года на Парижском автосалоне. Автомобиль представлял собой купе с местами для четырёх человек (2 + 2). На автомобиле были установлены светодиодные фары, разработанные совместно с фирмой Valeo, которые автоматически регулировались в зависимости от положения рулевого колеса. Ёмкость багажника составляла 396 литров. Компания Michelin специально для данного автомобиля разработала новые шины, именуемые PAX. Компания BS разработала дизайн легкосплавных дисков диаметром 22 дюйма.

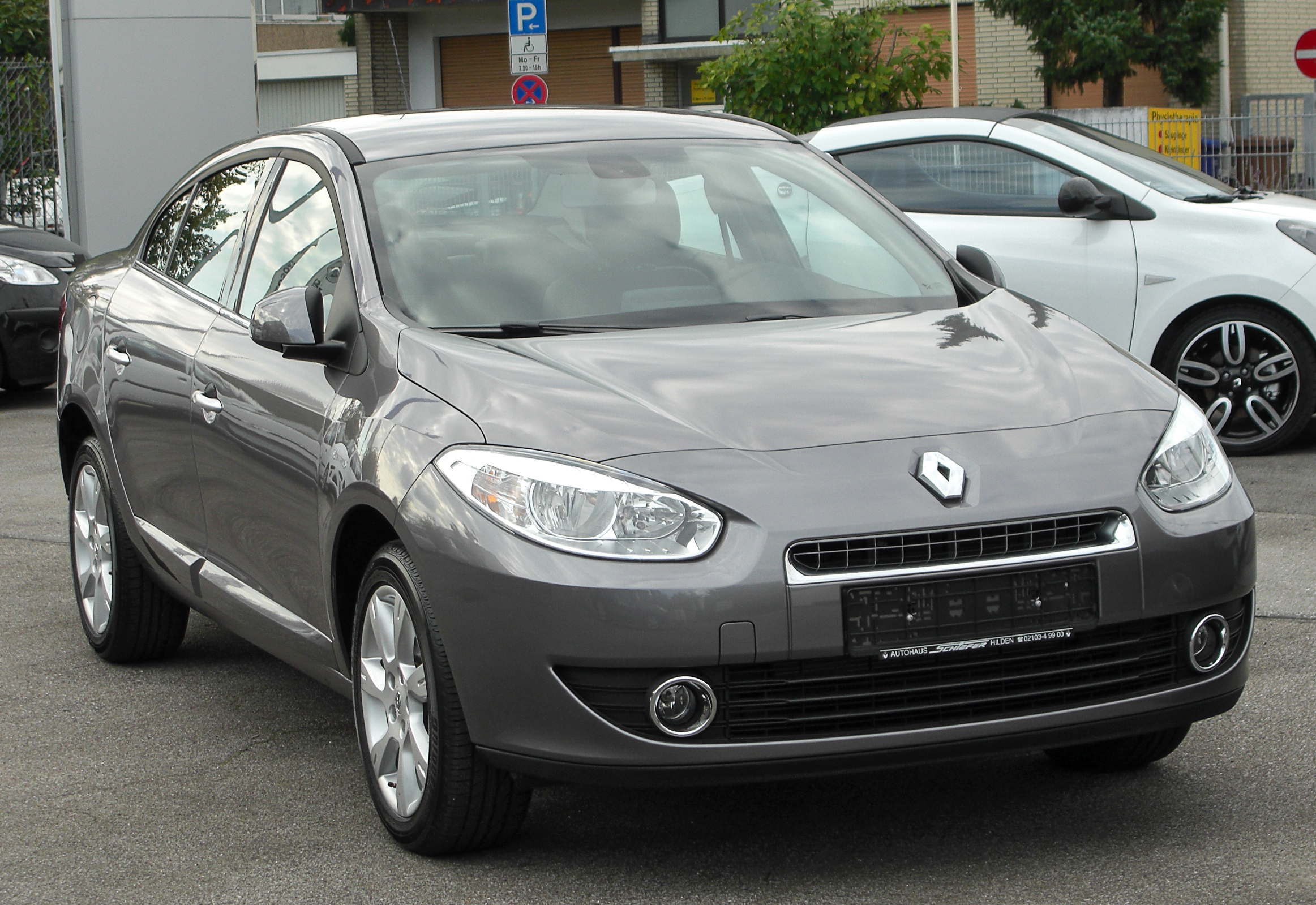
Внешний вид до рестайлинга

## Описание
После успеха седана Renault Megane второго поколения в Европе, Renault решил заменить его другой моделью, внешне отличающийся от Renault Megane III . Представленный на 2009 автосалоне во Франкфурте, он использует платформу Megane III Estate. Его колёсная база увеличена на 6 см по сравнению с хетчбэком. Внутри он содержит приборную панель Megane III, которая для некоторых рынков, может быть цифровой.
Продажи автомобиля в России начались в апреле 2010 года.
Renault Fluence доступна с обвесом Sport Way, который включает в себя боковые юбки, спойлер и диффузор под на бампер задней части. Колёсные диски 17 дюймов и ковшеобразные сиденья. Также автомобиль будет оснащён сажевым фильтром и двигателем 1.5 DCI 90 3 . Renault Fluence первого поколения выпускался в комплектациях Expression, Dynamique и Privilege.

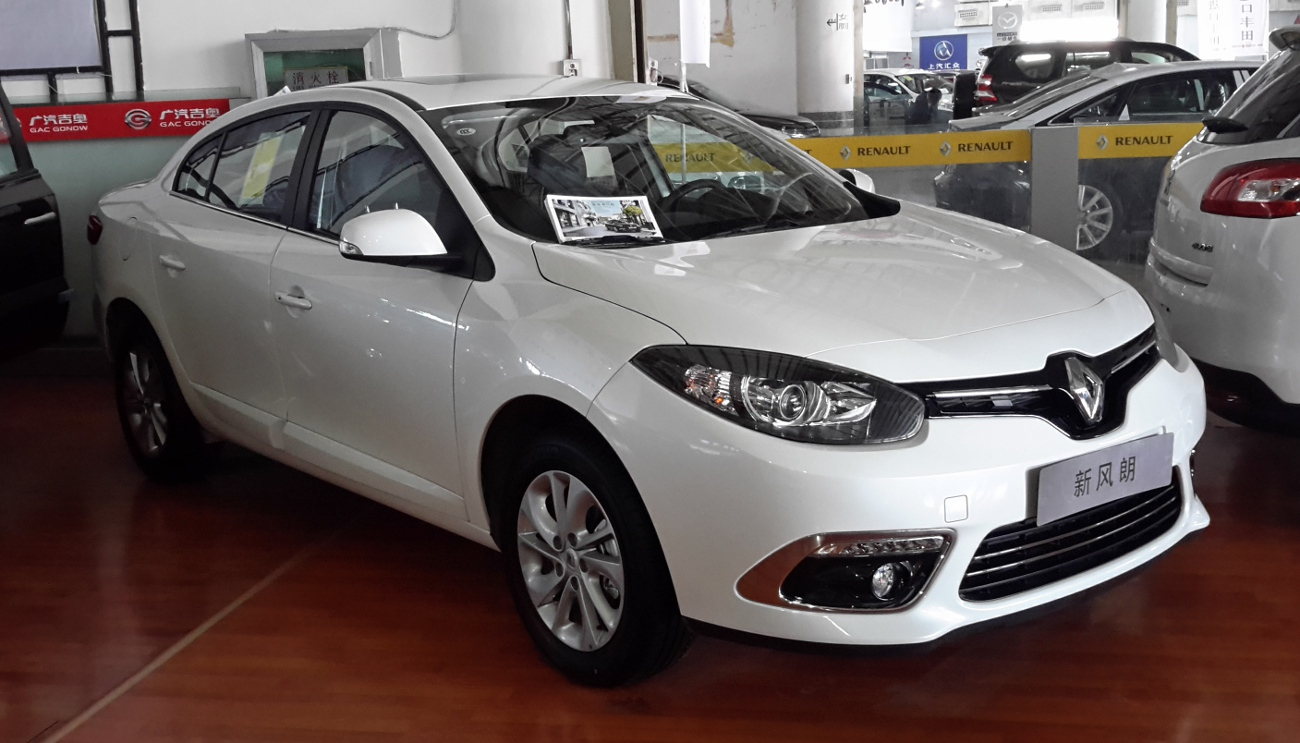
После рестайлинга 2012 года

## Рестайлинг
В 2012 году облик Renault Fluence был изменён. Новый дизайн, отвечающий особенностям нового корпоративного стиля, был представлен на Стамбульском автосалоне. Основные изменения коснулись передней части автомобиля: Передний бампер получил увеличенный значок и стал соответствовать новому корпоративному стилю Renault. В некоторых комплектациях появились ксеноновые фары, порт USB в аудиосистеме, а также стали доступны штатные ходовые огни. Производство обновлённой версии в РФ началось в апреле 2013 года на московском заводе Автофрамос.
В 2015 году состоялся ещё один рестайлинг, основные изменение коснулись задней части. Стали доступны задние диодные фонари и стоп-сигналы.

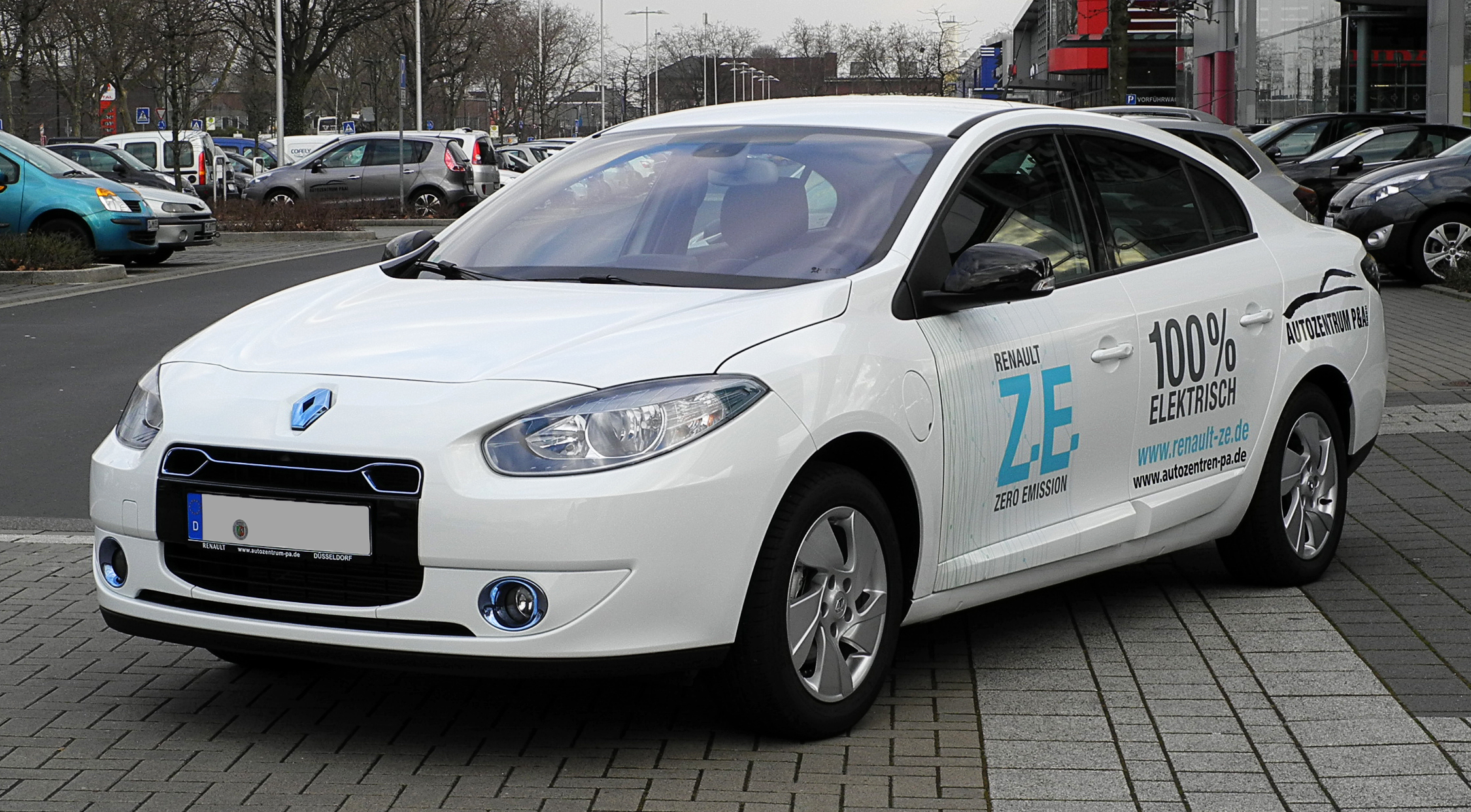
Renault Fluence Z.E.

## Fluence Z.E
Компания Renault в 2009 году представила электрическую версию автомобиля на автосалоне во Франкфурте. Это одна из моделей программы электроавтомобилей Renault Z.E.. Так же эта модель стала первой, которая использует систему «Quickdrop» — быстрый обмен батареи и совместима с сетью зарядных станций, активно развивающихся в Израиле и других странах. Полный цикл зарядки длится 6-8 часов.
Fluence Z.E. — автомобиль с нулевым уровнем выбросов, он оснащён электрическим двигателем мощностью 70 кВт (95 л. с.). Крутящий момент достигает 226 Нм. На машине установлен 22 кВт*ч литий-ионный аккумулятор, который позволяет проехать в общей сложности 160 км (99 миль), со скоростью до 135 км / ч (84 миль в час).
Автомобиль изначально продаётся без батареи. Разработанная Renault система аренды батарей за ежемесячную плату позволяет владельцам автомобилей избежать больших затрат при выходе из строя данного узла, а также быстро заменять севший элемент питания. Стоимость аренды на февраль 2012 года от 83 до 143 евро в зависимости от времени и пробега на арендуемом элементе.
Продажи Fluence ZE начались в 2011 году в Израиле и Дании. В 2012 году в остальных частях мира. В конце 2013 года, Renault объявила, что Fluence ZE перестали изготавливать в Турции. Он производится под брендом Renault Samsung только для Азиатско-Тихоокеанского рынка.
В начале 2014 года Renault заявила о снятии с производства Fluence ZE. Причиной тому послужил низкий спрос на данную модель. Также компания, которая изготавливала аккумуляторы объявила о банкротстве.

## Двигатели
Изначально для РФ автомобиль выпускался с бензиновым мотором объёмом 1,6 литра. В настоящее время в гамму добавились ещё несколько конфигураций и линейка силовых агрегатов для России выглядит следующим образом:
- 1.6 литра K4M, оснащается АКПП DP0 и МКПП JR5
- 2.0 литра M4R, оснащается вариатором FK0 и МКПП TL4
- 1.6 литра H4M оснащается вариатором DK0

Дизельные двигатели в РФ официально не поставляются.
Сводная таблица силовых агрегатов, устанавливаемых на автомобили для мировых рынков:
|                              | 1.6 110                     | 1.6 115                     | 2,0 140                     | 2,0 140                     | 1.5 DCI 85                 | 1.5 DCI 90                 | 1.5 DCI 95                 | 1.5 DCI 105                 | 1.5 DCI 110                 | 1.5 DCI 110                 | 1.6 DCi 130                 | электрический              |
| ---------------------------- | --------------------------- | --------------------------- | --------------------------- | --------------------------- | -------------------------- | -------------------------- | -------------------------- | --------------------------- | --------------------------- | --------------------------- | --------------------------- | -------------------------- |
| Объём                        | 1598                        | 1598                        | 1997                        | 1997                        | 1461                       | 1461                       | 1461                       | 1461                        | 1461                        | 1461                        | 1598                        |                            |
| архитектура                  | 4-цилиндровый               | 4-цилиндровый               | 4-цилиндровый               | 4-цилиндровый               | 4-цилиндровый              | 4-цилиндровый              | 4-цилиндровый              | 4-цилиндровый               | 4-цилиндровый               | 4-цилиндровый               | 4-цилиндровый               |                            |
| Максимальная мощность        | 106 л. с. при 6000 об / мин | 114 л. с. при 5500 об / мин | 140 л. с. при 6000 об / мин | 140 л. с. при 6000 об / мин | 86 л. с. при 3750 об / мин | 90 л. с. при 4000 об / мин | 95 л. с. при 4000 об / мин | 106 л. с. при 4000 об / мин | 110 л. с. при 4000 об / мин | 110 л. с. при 4000 об / мин | 130 л. с. при 4000 об / мин | 95 л. с. при 3000 об / мин |
| максимальный крутящий момент | 145 Нм при 4250 об / мин    | 156 Нм при 4000 об / мин    | 195 Нм при 3750 об / мин    | 195 Нм при 3750 об / мин    | 200 Нм при 1750 об / мин   | 200 Нм при 1750 об / мин   | 240 Нм при 1750 об / мин   | 240 Нм при 1750 об / мин    | 240 Нм при 1750 об / мин    | 240 Нм при 1750 об / мин    | 320 Нм при 2000 об / мин    | 226 Нм до 400 об / мин     |
| коробка передач              | BVM5                        | BVA                         | BVM6                        | BVA                         | BVM5                       | BVM6                       | BVM6                       | BVM6                        | BVM6                        | BVA6                        | BVM6                        | BVA                        |
| Максимальная скорость        | 183                         | 186                         |                             | 195                         | 175                        | 180                        | 177                        | 190                         | 185                         | 185                         | 210                         | 135                        |
| 0- 100 км / ч                | 11,7                        | 10,6                        |                             | 10.4                        | 13.4                       | 13                         | 11.8                       | 11.4                        | 11                          |                             | 9.8                         | 13,7                       |
| Расход (л / 100 км)          | 6.7                         | 6.7                         |                             | 7.7                         | 4.5                        | 4.4                        | 3.7                        | 4.5                         | 4.6                         | 4.4                         | 4.6                         | 0                          |
| CO 2 (г / км)                | 155                         | 149                         |                             |                             | 119                        | 115                        | 118                        | 119                         | 120                         | 114                         |                             | 0                          |

## Второе поколение
Компания Renault ведёт разработку Fluence второго поколения. Седан создаётся на базе модели Mégane четвёртого поколения.